# Xã Groveland, Quận Tazewell, Illinois
Xã Groveland (tiếng Anh: Groveland Township) là một xã thuộc quận Tazewell, tiểu bang Illinois, Hoa Kỳ. Năm 2010, dân số của xã này là 19.526 người.